# Stade d'Arnos Vale
Le stade d'Arnos Vale est un stade de cricket et de football situé à proximité immédiate de Kingstown, la capitale de Saint-Vincent-et-les-Grenadines.
C'est le stade de l'équipe de Saint-Vincent-et-les-Grenadines de football pour ses matchs à domicile.